# Ambrogio Colombo
Pour les articles homonymes, voir Colombo (homonymie).
Ambrogio Colombo, né le 6 mai 1940 à San Vittore Olona en Lombardie, est un coureur cycliste italien, professionnel de 1963 à 1966.
Fils de Luigi Colombo (1904) coureur cycliste indépendant et père de Gabriele Colombo coureur professionnel de 1994-2007.

## Palmarès
- 1963
  - Trofeo Poggiridenti
- 1964
  - 8e du Grand Prix de Prato
  - 9e du Milan-Turin
  - 10e de Barcelone-Andorre
- 1965
  - 4e du Grand Prix de Prato
  - 8e du Tour de Vénétie
  - 8e du Tour du Tessin
- 1968
  - 4e du Trophée Matteotti
  - 6e de la Coppa Agostoni

## Résultats sur les grands tours

### Tour de France
2 participations
- 1965 : 78e
- 1966 : hors délais (2e étapes)

### Tour d'Italie
1 participation
- 1964 : 28e